# Atlético Cihuatlán

Vereinslogo

Atlético Cihuatlán ist ein Fußballverein aus der im mexikanischen Bundesstaat Jalisco gelegenen Stadt Cihuatlán, der ursprünglich unter der Bezeichnung Deportivo Cihuatlán registriert war.

## Geschichte
Die Gründung erfolgte 1998.

### Deportivo Cihuatlán
In der Saison 1998/99 gewann „Deportivo Cihuatlán“ die Meisterschaft der viertklassigen Tercera División und stieg in die drittklassige Segunda División auf. Im Winter 2001 gewann die Mannschaft auch die Meisterschaft dieser Liga und stieg am Ende der Saison 2001/02 in die zweitklassige Primera División 'A' auf, in der sie während der folgenden Spielzeit 2002/03 vertreten war.
In der Apertura 2002 belegte der Aufsteiger den zweiten Platz seiner Gruppe und qualifizierte sich für die Repechaje, in der Cihuatlán sich mit dem Club Acapulco auseinandersetzen musste. Nach einem 2:2 in Acapulco unterlag Cihuatlán im Rückspiel vor eigenem Publikum im Estadio Llanito mit 0:2 und verpasste somit die Liguillas.
Die erreichte das Team in der Clausura 2003, nachdem es zuvor Sieger der eigenen Gruppe geworden war und in der Gesamttabelle den zweiten Platz hinter dem Club León belegt hatte. Im Viertelfinale der Liguilla setzte man sich mit 3:1 und 5:3 gegen den Celaya FC durch und scheiterte im noch torreicheren Halbfinale gegen den CD Tapatío mit 3:4 und 3:6. Den Tapatíos gelang somit die Revanche für die Finalniederlage im Winterturnier 2001 der Segunda División.
Obwohl die Mannschaft auf einem sportlich guten Weg war, sah die Vereinsführung sich aufgrund der mangelnden Unterstützung durch Sponsoren und somit fehlender finanzieller Mittel zum Verkauf der Zweitligalizenz an die Dorados de Sinaloa gezwungen.

### Atlético Cihuatlán
Der Neustart verlief unter der Bezeichnung „Atlético“ in der Tercera División, die in der Clausura 2007 erneut gewonnen wurde, so dass Cihuatlán in der Saison 2007/08 zumindest wieder drittklassig war.
Der Neuling wusste von Anfang an zu überzeugen und belegte in der Apertura 2007 den zweiten Platz der Weststaffel (Zona Occidente), wenngleich er im Viertelfinale der Liguilla gegen den kommenden Meister und späteren Aufsteiger Pachuca Juniors ein Debakel (1:1 und 1:9) erlitt. In der Rückrunde (Clausura 2008) konnte Cihuatlán sogar die Weststaffel gewinnen und bis ins Finale vorstoßen, wo man knapp mit 0:1 und 0:0 gegen die Universidad del Fútbol unterlag.
Nachdem die dritte Liga vor der Saison 2008/09 reformiert worden war, spielte Cihuatlán noch ein Jahr lang in der Grupo Bajío der Liga de Nuevos Talentos, bevor die Mannschaft aus dem Profifußball zurückgezogen wurde.

## Erfolge
- Meister der Segunda División: Invierno 2001
- Meister der Tercera División: 1998/99, Clausura 2007